# Nova Subocka
Nova Subocka is een plaats in de gemeente Novska in de Kroatische provincie Sisak-Moslavina. De plaats telt 689 inwoners (2001).